# Kemadu
Kemadu is een bestuurslaag in het regentschap Rembang van de provincie Midden-Java, Indonesië. Kemadu telt 3278 inwoners (volkstelling 2010).